# Märkisch Buchholz
Märkisch Buchholz és un municipi alemany que pertany a l'estat de Brandenburg. Forma part de l'Amt Schenkenländchen. Es troba 20 km al nord-oest de Lübben (Spreewald) i a uns 50 km al sud-est de Berlín. Fins a 1937 s'anomenava Wendisch Buchholz.

## Evolució demogràfica
| Any  | Població |
| ---- | -------- |
| 1875 | 1 401    |
| 1890 | 1 451    |
| 1910 | 1 303    |
| 1925 | 1 125    |
| 1933 | 1 185    |
| 1939 | 1 213    |
| 1946 | 1 246    |
| 1950 | 1 229    |
| 1964 | 1 032    |
| 1971 | 1 000    |

| Any  | Població |
| ---- | -------- |
| 1981 | 941      |
| 1985 | 944      |
| 1989 | 888      |
| 1990 | 884      |
| 1991 | 861      |
| 1992 | 864      |
| 1993 | 868      |
| 1994 | 861      |
| 1995 | 862      |
| 1996 | 832      |

| Any  | Població |
| ---- | -------- |
| 1997 | 847      |
| 1998 | 881      |
| 1999 | 871      |
| 2000 | 874      |
| 2001 | 872      |
| 2002 | 836      |
| 2003 | 842      |
| 2004 | 840      |
| 2005 | 833      |
| 2006 | 810      |

| Any  | Població |
| ---- | -------- |
| 2007 | 818      |
| 2008 | 805      |
| 2009 | 793      |
| 2010 | 780      |
| 2011 | 759      |
| 2012 | 771      |
| 2013 | 769      |